# Louvilliers-lès-Perche
Louvilliers-lès-Perche är en kommun i departementet Eure-et-Loir i regionen Centre-Val de Loire strax norr om centrala Frankrike. Kommunen ligger i kantonen Senonches som tillhör arrondissementet Dreux. År 2022 hade Louvilliers-lès-Perche 198 invånare.

## Befolkningsutveckling
Antalet invånare i kommunen Louvilliers-lès-Perche
Referens:INSEE